# Hartlepool
Hartlepool este un oraș și o Autoritate Unitară în regiunea North East England. Pe lângă orașul principal Hartlepool, în aceeași autoritate se mai află încă 10 alte localități. 